# Natàlia Dobrinska
Natàlia Dobrinska (ucraïnès: Наталія Володимирівна Добринська)  (Iakushintsi, 29 de maig de 1982) és un atleta ucraïnesa especialista en heptatló.
Fou sisena a l'heptatló del Campionat d'Europa de Göteborg 2006 i vuitena als Jocs Olímpics d'Atenes 2004. Al Campionat del Món en pista coberta de 2004 guanyà la medalla d'argent en la prova de pentatló i al Campionat d'Europa en pista coberta de l'any següent guanyà la de bronze en la mateixa prova. En la mateixa competició, dos anys més tard, fou cinquena. El seu triomf més important arribà als Jocs Olímpics de Pequín 2008 on guanyà la medalla d'or en l'heptatló. Al Campionat del Món de Berlín 2009 acabà en la quarta posició, i al Campionat d'Europa de Barcelona 2010 guanyà la medalla d'argent.